# Axel Birkholm
Axel Birkholm, född 27 juni 1909 i Thisted, död 24 september 1984, var en dansk-svensk konstnär.
Birkholm studerade konst för Folmer Bonnén i Köpenhamn och vid Skånska målarskolan i Malmö samt för Edvin Ollers i Stockholm och under studieresor till Nederländerna, Belgien, Frankrike och Västindien. Separat ställde han ut på Thurestams konstsalong i Stockholm 1945 och tillsammans med Sören Olsson i Umeå 1947. Han medverkade i ett flertal samlingsutställningar företrädesvis i de norrländska städerna. Hans konst består av porträtt, nakenstudier, norrländska stämningslandskap och Stockholmsbilder.